# Hialeah
Hialeah je město ve Spojených státech amerických. Leží na území okresu Miami-Dade County na Floridě. V roce 2010 zde žilo 224 669 obyvatel, což znamenalo pokles o 0,8 % oproti předchozímu sčítání o deset let dříve. Jde o šesté největší město na Floridě. Více než sedmdesát procent lidí jsou Kubánci či Kubánští Američané a město tak má jejich největší populaci v celých Spojených státech amerických. Značné množství lidí rovněž mluví španělsky (podle průzkumu z roku 2016 mluví 96,3 % obyvatel města ve svých domovech španělsky). Narodili se zde například baseballisté Gio Gonzalez a Alex Avila.